# Mokil Municipality
Mokil Municipality är en kommun i Mikronesiska federationen.   Den ligger i delstaten Pohnpei, i den östra delen av landet, 180 km öster om huvudstaden Palikir. Antalet invånare är 177.
Följande samhällen finns i Mokil Municipality:
- Mokil Village